# Ortalm
Die Ortalm ist eine Alm in der Gemeinde Bad Gastein im österreichischen Bundesland Salzburg.

## Lage und Charakteristik
Die Ortalm liegt an den südlichen Hängen des Ortbergs in der Goldberggruppe. Sie gehört zur Ortschaft Bad Gastein, zur Katastralgemeinde Böckstein und zum Landschaftsschutzgebiet Gasteiner-Tal. Eine verfallene Almhütte steht auf einer Höhe von 1674 m ü. A. Das Gelände fällt Richtung Südosten zur Nassfelder Ache ab.
Rund um die Alm erstrecken sich Lärchen- und Lärchen-Zirben-Wälder, denen als Biotop ein sehr großer ökologischer Wert beigemessen wird. Östlich der Ortalm wächst der Schöne Schwingel (Festuca pulchella Schrad.). Beim Felsenbereich im Norden der Ortalm handelt es sich um Silikat-Felswände mit ökologisch wertvoller Felsspaltenvegetation.

## Geschichte
Im von 1823 bis 1830 erstellten Franziszeischen Kataster ist die Alm unter der Bezeichnung Wirthsalpe mit einem Gebäude verzeichnet.